# ميخائيل دير
ميخائيل دير هو ضابط كندي، ولد في 1 أغسطس 1917 في مونتريال في كندا، وتوفي في 24 مايو 1996 في فيكتوريا في كندا.